# 栃木県立烏山女子高等学校
栃木県立烏山女子高等学校（とちぎけんりつからすやまじょしこうとうがっこう）とは栃木県那須烏山市金井一丁目にあった高等学校。栃木県立烏山高等学校との統合により2008年に募集停止。2010年に閉校となった。

## 概要
本校は女子校。統廃合以前は、全国的にも珍しく1つの町内（烏山町→那須烏山市）に男子高（烏山高）と女子高（烏山女子高）が存在した。

## 特色

### 設置学科
- 全日制課程　普通科

### 所在地
- 栃木県那須烏山市金井1-4-23

### 教育目標
- 広い視野と主体性を持ち、健康で心豊かな人間を育てる

1. 進んで学習し、広い教養を身につける
2. 思いやりの心をはぐくみ、人間尊重の精神を身につける
3. 強い意思を養い、健康管理の習慣を身につける

## 沿革
- 1921年 烏山町立実践女学校として、旧烏山町の篤志家であった新井萬吉が私財を投じ開校。
- 1943年 栃木県に移管
- 1948年 栃木県立烏山女子高等学校となる
- 2007年 創立80周年記念式典挙行
- 2008年 栃木県立烏山高等学校との統合により募集停止。
- 2010年 閉校。

## 出身者
- 川俣純子 - 那須烏山市長
- 山崎さやか - 漫画家